# Kuća Rosso u Hvaru
Kuća Rosso, kuća u Hvaru, zaštićeno kulturno dobro.

## Opis
Srednjovjekovna uglovnica koja je barokizirna na početku 17. stoljeća. Pravokutnog je tlocrta zaključena dvovodnim krovom. Nalazi se na sjevernom rubu niza kuća na središnjem dijelu Burga. Ističe se asimetričnom kompozicijom pročelja. Pročelni otvori su ukrašeni profiliranom renesansnom kamenom plastikom. Posebnost su brojna prozorska uha i konzole na sjevernom i istočnom pročelju.

## Zaštita
Pod oznakom Z-5142 zavedena je kao nepokretno kulturno dobro - pojedinačno, pravna statusa zaštićena kulturnog dobra, klasificirano kao "profana graditeljska baština".